# 佐伯海軍航空隊
佐伯海軍航空隊（さえきかいぐんこうくうたい）は、日本海軍の部隊の一つである。大分県南海部郡木立村（現・佐伯市木立）と旧佐伯市にまたがって存在した。

## 概説
瀬戸内海奥に位置する呉軍港から太平洋に出撃する艦艇が航行する豊後水道の安全確保を図るため、上空哨戒を行う航空隊である。ほぼ全期間を呉鎮守府部隊として豊後水道の哨戒に専念した。豊後水道での潜水艦攻撃を描写したアメリカ映画『深く静かに潜航せよ』にも、佐伯空の任務を髣髴させる航空機の活動が描かれている。
各軍港に設置された航空隊が偵察専門であったのに対し、豊後水道防衛に備えた佐伯空は爆撃機を中心に編成され、内戦航空隊の中では館山海軍航空隊に次ぐ実戦力を持っていた。
自治体名の「さいき」ではなく、古来より呼び習わされてきた「さえき」を名乗る。先に同じ文字で始まる佐世保海軍航空隊が存在したため、機体識別記号は「サヘ-機体番号」（歴史的仮名遣では「さへき」と書くため）と記入していた。

## 沿革
豊後水道は、呉軍港に出入港する艦艇が必ず通過する。この海域を防御するため、海軍は1931年（昭和6年）より九州東岸に航空基地を建設する計画を立てた。候補地となった大分県南海部郡佐伯町と宮崎県東臼杵郡富高町は半年にわたり熾烈な誘致活動を繰り広げた。1931年（昭和6年）8月に佐伯への設置が内定し、佐伯町は番匠川河口の女島を提供した。地元の協力を得て、佐伯空の工事は順調に進捗し、1934年（昭和9年）12月1日に開隊を迎えた。
佐伯飛行場は終戦までに6回の空襲を受け、基地のみならず市民にも被害が出た。九州各地の飛行場が特攻作戦のためにフル稼働する中、佐伯飛行場は豊後水道の哨戒任務に専念していた。しかし、大和の出撃を最後に連合艦隊の出入港は凍結され、佐伯空の哨戒任務の価値は大きく低下した。

### 年表
- 1934年（昭和9年）12月1日 - 開隊。呉鎮守府隷下。
- 1937年（昭和12年）7月11日 - 盧溝橋事件に際し、30機で第十二航空隊を臨時編制。上海に派遣。
- 1941年（昭和16年）
  - 10月頃 - 真珠湾攻撃を念頭に置いた飛行訓練地に制定。機動部隊艦載機が進出し、訓練に従事。
  - 12月8日 - 太平洋戦争開戦。連合艦隊の出撃に備えて豊後水道を前路哨戒。
  - 12月13日 - 真珠湾攻撃の成功にともない、連合艦隊は帰港。豊後水道を前路哨戒。
  - 12月23日 - 真珠湾攻撃部隊も帰港。豊後水道を前路哨戒。以後、艦隊の出入港に合わせて豊後水道の航路警戒に従事。
- 1942年（昭和17年）
  - 4月19日 - 土佐湾にソ連籍貨物船が侵入。特設巡洋艦盤谷丸による臨検実施まで上空より監視。
  - 5月中旬 - ミッドウェー海戦に向けた準備開始。豊後水道の監視飛行を強化。
  - 5月20日 - 戦艦武蔵、長崎より回航。佐世保海軍航空隊と共同で前路哨戒。
  - 6月1日 - 定数を艦上爆撃機6機から36機に増強。
  - 9月19日 - 沖輸送（陸軍部隊のサイパン島経由ニューギニア進出）開始。上空哨戒に従事。
- 1943年（昭和18年）
  - 4月10日 - 佐伯発着パラオ向け輸送船団を設定。上空哨戒に従事。
  - 6月5日 - 豊後水道に米軍潜水艦侵入。2機で爆撃。以後、豊後水道 - 都井岬南方海上で潜水艦との接触が頻発。先制爆撃・水上艦誘導など対潜掃討に従事。
- 1944年（昭和19年）
  - 1月1日 - 第九三一海軍航空隊の開隊に向け、艦上爆撃機・艦上攻撃機を廃止。水上偵察機32機体制に移行。
  - 1月頃 - パラオ向け船団の起点を門司に変更。護衛任務を解く。
  - 8月26日 - 佐世保空と共同で水偵隊を台湾へ派遣。9月1日付で第九三三海軍航空隊として独立。
  - 9月頃 - 哨戒機東海および飛行艇を導入、哨戒能力の向上を図る。
  - 12月22日 - S1作戦（東シナ海方面の対潜掃討）発動。佐世保鎮守府部隊隷下で水偵3機・飛行艇4機・東海6機が参加。
- 1945年（昭和20年）
  - 3月18日 - 佐伯飛行場への空襲開始。
  - 3月27日 - 天号作戦発動。大和出撃に備え前路哨戒・対潜掃討。4月6日の決行時も同様。
  - 6月1日 - 東海・飛行艇隊廃止、再び水偵隊に再編。
  - 7月17日 - 零式水上偵察機夜間雷撃隊構想のため、人員・機材を供出。
  - 7月20日 - 第八特攻戦隊に転籍。
- 戦後解隊。

## 戦後の佐伯飛行場

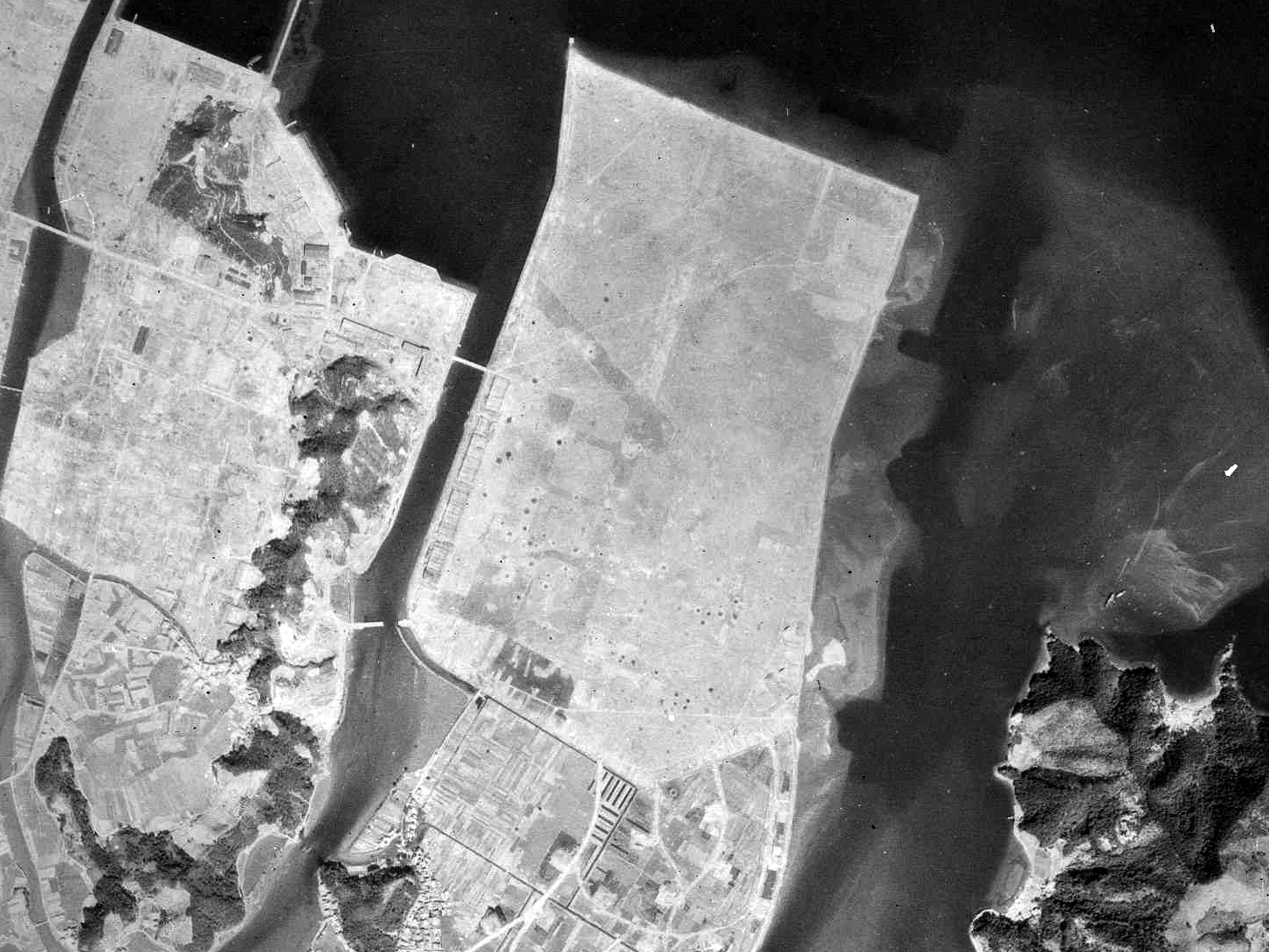
佐伯飛行場跡の空中写真（1947年）

滑走路が造成された女島地区は民間に開放され、佐伯自動車学校や興人佐伯工場などが新たに開かれた。特に興人構内は戦前の施設が多く残されている。対岸の航空隊本部庁舎は戦災から免れ、海上自衛隊佐伯基地分遣隊庁舎として現在も活用されている。

## 主力機種
- 九四式艦上爆撃機
- 九六式艦上爆撃機
- 九九式艦上爆撃機
- 九七式艦上攻撃機
- 九七式飛行艇
- 零式水上偵察機
- 東海

## 歴代司令・司令官
- 別府明朋 中佐：1934年（昭和9年）2月15日 - 1935年11月15日[1]
- 荒木保 中佐：1935年（昭和10年）11月15日 - 1936年12月1日[2]
- 今村脩 大佐：1936年（昭和11年）12月1日 - 1937年7月11日[3]
- 不明：1937年（昭和12年）7月11日 -
- 竹中龍造 大佐：1937年（昭和12年）12月15日 - 1938年12月15日[4]
- 伊藤良秋 大佐：1938年（昭和13年）12月15日 - 1939年11月15日[5]
- 古川保 大佐：1939年（昭和14年）11月15日 - 1940年11月15日[6]
- 中瀬泝 大佐：1940年（昭和15年）11月15日 - 1941年4月5日[7]
- 前田孝成 中佐：1941年（昭和16年）4月5日[7] - 1941年10月1日[8]
- 田中義雄：1941年（昭和16年）10月1日[8] -
- 浜田武夫：1943年（昭和18年）2月25日 -
- 長井満 大佐：1943年（昭和18年）12月25日 -
- 梅谷薫 大佐：1944年（昭和19年）7月10日 -
- 三田国雄：1945年（昭和20年）1月1日 -
- 野村勝：1945年（昭和20年）5月頃 - 戦後解隊